# Oxford Advanced Learner's Dictionary
Oxford Advanced Learner's Dictionary, известен преди като Oxford Advanced Learner's Dictionary of Current English, е популярен речник, издаван от Oxford University Press. Това е тълковен речник (само на английски), чиято целева група са изучаващите английски език на ниво „напреднали“ в целия свят.
За първи път речникът е публикуван през 1948 г. Негов редактор е А. С. Хорнби (английски лексикограф и граматик). Актуалното издание днес е от 2005 г. (редактор: Sally Wehmeier) и е публикувано на хартия и като CD-ROM (ISBN 0-19-431586-X). Съществуват следните издания на речника:
- Първо издание (1948 г.)
- Второ издание (1963 г.)
- Трето издание (1974 г.)
- Четвърто издание (1989 г.)
- Пето издание (1995 г.)
- Шесто издание (2000 г.)
- Седмо издание (2005 г.)

Oxford Advanced Learner's Dictionary не е предназначен за хора, занимаващи се задълбочено с лингвистика, а за хора, чийто майчин език не е английският и желаят да получат информация за актуалните значения на английски думи и фрази. Това е най-големият английски речник, издаван от Oxford University Press, с целева група, за която английският не е роден език.
За обясненията на думите е използван опростен език, акцентира се върху актуалните значения на думите и са пропуснати остарелите значения. Етимологиите на много думи са представени в CD-ROM-а, който придружава 7-ото издание на Oxford Advanced Learner's Dictionary, но не и в хартиеното издание. Допълнително улеснение за ползващите речника представляват приложенията, както и междинните бележки за употребата на фалшиви приятели (близки по звучене думи, които често се бъркат). Последните издания използват набор от около 3000 думи за формулиране на дефинициите, което прави Oxford Advanced Learner's Dictionary достъпен за изучаващите английски език.
Подобни речници са:
- Longman Dictionary of Contemporary English (ISBN 0-582-77646-5)
- Cambridge Advanced Learner's Dictionary (ISBN 0-521-53106-3), издаван от Cambridge University Press
- Collins COBUILD Advanced Learner's English Dictionary (ISBN 0-00-715799-1), издаван от HarperCollins